# 김상혁 (희극인)
김상혁(1987년 7월 27일 ~ )은 대한민국의 희극 배우이다.

## 출연

### 방송
- 웃음을 찾는 사람들 (SBS)
  - 정 때문에
  - 신 국제시장

### 드라마
- 스웨덴 세탁소